# Internazionali Femminili di Palermo 2007
Internazionali Femminili di Palermo 2007 — тенісний турнір, що проходив на відкритих кортах з ґрунтовим покриттям у Палермо (Італія). Це був 20-й за ліком Internazionali Femminili di Tennis di Palermo. Належав до турнірів 4-ї категорії в рамках Туру WTA 2007. Тривав з 16 до 22 липня 2007 року.

## Очки і призові

### Нарахування очок
| Дисципліна       | П   | Ф  | ПФ | ЧФ | 1/8 | 1/16 | Q   | Q3  | Q2  | Q1  |
| Одиночний розряд | 115 | 80 | 50 | 30 | 15  | 1    | 7   | 3   | 2   | 1   |
| Парний розряд    | 115 | 80 | 50 | 30 | 1   | Н/Д  | Н/Д | Н/Д | Н/Д | Н/Д |

### Призові гроші
| Дисципліна       | П       | Ф       | ПФ     | ЧФ     | 1/8    | 1/16 | Q3   | Q2   | Q1   |
| Одиночний розряд | $21,140 | $11,395 | $6,140 | $3,310 | $1,775 | $955 | $515 | $280 | $165 |
| Парний розряд *  | $6,240  | $3,360  | $1,810 | $970   | $525   | Н/Д  | Н/Д  | Н/Д  | Н/Д  |

* на пару

## Учасниці основної сітки в одиночному розряді

### Сіяні
| Країна     | Гравчиня           | Рейтинг | Сіяна |
| ---------- | ------------------ | ------- | ----- |
| Нідерланди | Міхаелла Крайчек   | 32      | 1     |
| Німеччина  | Мартіна Мюллер     | 33      | 2     |
| Польща     | Агнешка Радванська | 36      | 3     |
| Франція    | Емілі Луа          | 37      | 4     |
| Італія     | Роберта Вінчі      | 44      | 5     |
| Франція    | Араван Резаї       | 50      | 6     |
| Естонія    | Кая Канепі         | 51      | 7     |
| Угорщина   | Агнеш Савай        | 53      | 8     |

### Інші учасниці
Нижче наведено учасниць, які отримали вайлдкард на участь в основній сітці:
- Сільвія Дісдері
- Сара Еррані
- Антонелла Серра-Дзанетті

Нижче наведено гравчинь, які пробились в основну сітку через стадію кваліфікації:
- Сорана Кирстя
- Андрея Клепач
- Ралука Олару
- Клара Закопалова

Учасниці, що потрапили в основну сітку як щасливі лузери:
- Кончіта Мартінес Гранадос
- Катерина Іванова
- Марія Хосе Мартінес Санчес

## Учасниці основної сітки в парному розряді

### Сіяні
| Країна  | Гравчиня             | Країна     | Гравчиня          | Рейтинг | Сіяна |
| ------- | -------------------- | ---------- | ----------------- | ------- | ----- |
| Італія  | Марія Елена Камерін  | Франція    | Емілі Луа         | 98      | 1     |
| Іспанія | Лурдес Домінгес Ліно | Італія     | Флавія Пеннетта   | 107     | 2     |
| Чехія   | Ева Бірнерова        | Нідерланди | Міхаелла Крайчек  | 130     | 3     |
| Польща  | Клаудія Янс          | Польща     | Алісія Росольська | 151     | 4     |

### Інші учасниці
Нижче наведено пари, які отримали вайлдкард на участь в основній сітці:
- Аліче Канепа /  Карін Кнапп

## Переможниці

### Одиночний розряд
Агнеш Савай —  Мартіна Мюллер, 6–0, 6–1

### Парний розряд
Марія Коритцева /  Дар'я Кустова —  Аліче Канепа /  Карін Кнапп, 6–4, 6–1